# 闡教王
阐教王，明朝授予乌思藏必力工瓦地方（今西藏自治区墨竹工卡县一带）藏传佛教止贡噶举派领袖人物的封号。
必力工瓦僧即指止贡噶举派僧人（必力工瓦即止贡，今墨竹工卡直孔区）。元代，止贡为万户府。元末止贡派被帕竹击败后，大部分领地和居民被帕竹政权没收，止贡派仅保留有止贡替寺附近的一片管辖区，而且管理止贡寺属庄园和属民的官吏要由帕竹选派。活动地区在拉萨、墨竹工卡一带。洪武十八年（1385年）赐止贡噶举派主寺止贡帖寺的座主王仁波切仁钦贝杰“必力工万户府印”。洪武二十四年（1391年）其地尚师辇卜阇搠思吉结卜遣使坚敦真等，以所获故元云南行省银印进献明廷。明成祖初年，必力工瓦国师端竹监藏遣使入贡。永乐十一年（1413年）明朝封西藏必立工瓦僧人、止贡寺座主真巴儿吉监藏为“阐教王”，并赐彩币印诰，印文为九叠篆体，两行，从右至左，原件10.1×10.1厘米，拓印，朱色，为金印。领地在今西藏墨竹工卡县境内。地位在法王之下，大国师之上。封爵由其子孙绰儿加监巴领占、领占叭儿结坚参等相继袭爵，传承百余年，并遵三年一贡例，定期向明廷进贡方物。

## 延伸阅读
[在维基数据编辑]
 《明史卷三百三十一》，出自《明史》